# Chomiks
Chomiks (chomikowy komiks) – polski komiks internetowy w odcinkach, autorstwa Artura Kurasińskiego, ukazujący się w latach 2005-2007. Reaktywowany 23 kwietnia 2010, jednak zaledwie na cztery odcinki. „Chomiks” zawiera dialogi komentujące bieżące wydarzenia polityczne i społeczne w Polsce. Grafika komiksu jest minimalistyczna (brak tła, postacie chomików są pasywne i zawsze przedstawiane w niezmiennym ujęciu).
Komiks jest dostępny na licencji Creative Commons Uznanie autorstwa-Użycie niekomercyjne-Bez utworów zależnych 2.0.

## Bohaterowie komiksu
Chomiks był satyrą polityczną na ówczesnych czołowych polityków Prawa i Sprawiedliwości, ze szczególnym uwzględnieniem prezydenta RP Lecha i premiera Jarosława Kaczyńskiego. Prawie wszyscy bohaterowie zostali przedstawieni w Chomiksie pod postacią chomików.
Na podobnym pomyśle oparty był telewizyjny program satyryczny pt. Polskie Zoo, który emitowano w Telewizji Polskiej na początku lat 90. XX wieku. W tym programie, będącym cykliczną szopką polityczną, kukiełki polskich polityków miały formę różnych gatunków zwierząt. Braci Lecha i Jarosława Kaczyńskich przedstawiano właśnie pod postacią pary chomików.
Inne realne postacie, które pojawiły się w komiksie Chomiks to m.in.:
- kot Jarosława Kaczyńskiego Alik
- księża-agenci SB (para chomików brązowo-czarnych)
- posłanka Samoobrony Renata Beger (chomik z zielonymi oczami, tzw. „kurwiki”)
- papież Benedykt XVI (biały chomik mówiący łamaną polszczyzną)
- amerykański aktor Chuck Norris (z wąsami, w kapeluszu i czarnych okularach przeciwsłonecznych)
- wicepremier, MSW Ludwik Dorn (chomik dwukrotnie większy od wszystkich pozostałych)
- wicepremier, minister edukacji Roman Giertych (szaro-brązowy chomik z grzywką)
- chomik homoseksualista (różowy)
- wicepremier, minister finansów Zyta Gilowska (chomik z wymalowanymi szminką ustami i powiększonymi rzęsami)
- minister Przemysław Gosiewski (czarno-biały chomik z malutkimi łapkami)
- Marszałek Sejmu Marek Jurek
- poseł PiS-u Jacek Kurski (przedstawiony jako bulterier)
- wicepremier, minister rolnictwa Andrzej Lepper (zielono-czerwony chomik)
- były wiceminister obrony narodowej Antoni Macierewicz (pomarańczowo-szary chomik)
- były premier Kazimierz Marcinkiewicz (chomik różowo-biały z wykrzywionymi zębami)
- ojciec Tadeusz Rydzyk (chomik czarno-szary)

## Historia
Rozpoczęcie komiksu, według słów autora spowodowane jest z jego negatywną oceną wyniku polskich wyborów parlamentarnych w 2005 roku. Kolejne odcinki komiksu publikowane były regularnie w sieci począwszy od jesieni 2005. 
We współpracy z radiem Tok FM powstawały także Chomiki w wersji audio. Okresowo był on publikowany na łamach gazety NIE, na jej ostatniej stronie. 
Od 7 sierpnia 2006 istniała możliwość stworzenia własnych odcinków w dziale Generator. 
10 października 2006 ukazał się pierwszy odcinek w formie krótkiego filmu. Dzień później ukazał się 300 odcinek.
6 grudnia 2006 odbyła się premiera papierowego wydania tego komiksu - albumu pt. „Chomiks.com - pierwszy łże-komiks o IV RP”. Patronat nad przedsięwzięciem objęły m.in. Gazeta.pl i Radio Tok FM.
1 listopada 2007 Artur Kurasiński ogłosił zamknięcie działalności serwisu Chomiks.
23 kwietnia 2010 autor wznowił publikowanie komiksu na oryginalnej stronie oraz w serwisie Facebook, jednak zostało ono zawieszone po opublikowaniu zaledwie czterech odcinków.